# Directivo Ultras XXI
O Directivo Ultras XXI, também conhecido pelo acrónimo DUXXI, é uma claque (não oficial) do Sporting Clube de Portugal, fundada a 17 de Maio de 2002 por Miguel d'Almada, então membro da direção da Juve Leo, após uma separação na claque Juventude Leonina. O DUXXI é a segunda claque do Sporting com maior massa associativa, contando com cerca de 4.000 a 4.500 elementos. Com apenas uma década de história, o DUXXI já é reconhecido pelo seu prestígio em Portugal pelos diversos cânticos e a sua originalidade que rapidamente "pegam" entre os adeptos do Sporting e todo o universo leonino. O Directivo começou por se situar no Topo Norte do antigo Estádio José Alvalade e hoje está situado na bancada Sul no sector A18, no estádio Alvalade XXI.
Em outubro de 2019 a atual direção do Sporting Clube de Portugal com a presidência de Frederico Varandas rescinde os protocolos que celebrou em 31 de Julho com a associação o Directivo Ultras XXI   e com a Juventude Leonina  em virtude da escalada de violência que culminou com tentativas de agressões físicas a dirigentes e outros adeptos, durante a vitória no futsal do sporting frente aos Leões de Porto Salvo (6-1), no Pavilhão João Rocha.